# Loeki de Leeuw

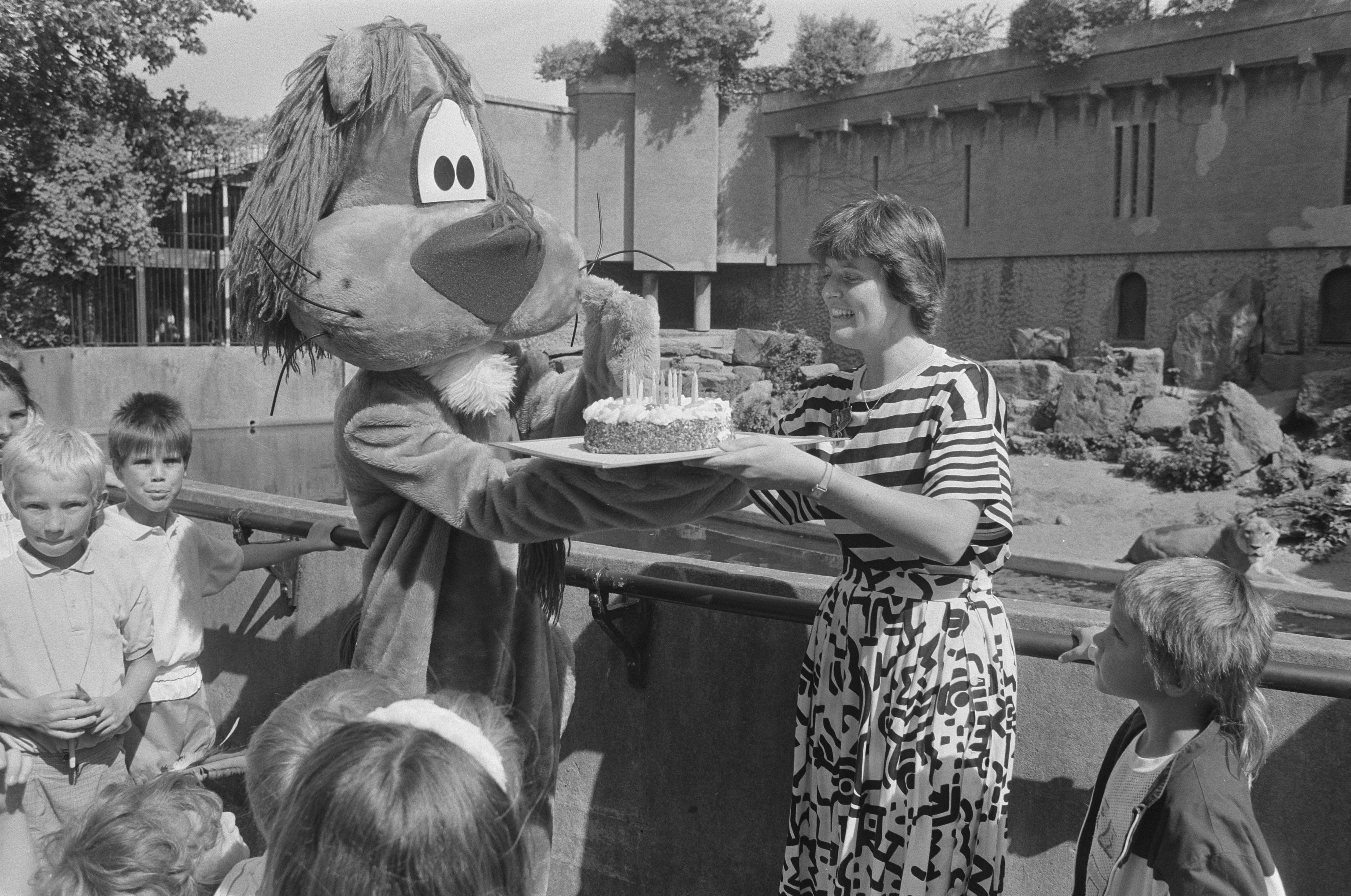
Opening van een tentoonstelling in 1987 in Artis over 15 jaar Loeki de Leeuw. Producent Louise Geesink overhandigt een verjaardagstaart.

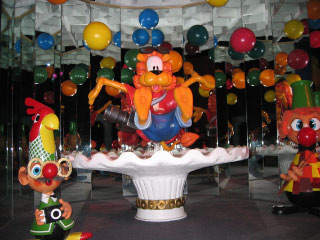
Loeki de Leeuw in de Efteling

Loeki de Leeuw is een pop die van 1972 tot 2004 en sinds 2021 dagelijks de reclame van de Ster (Stichting Ether Reclame) op de televisie opvrolijkte in korte filmpjes. Deze waren vaak aan het begin en einde van de reclameblokken te zien. Van 1972 tot 2004 waren de filmpjes af en toe ook tussen de reclames door te zien. In juni 2019 keerde Loeki tijdelijk terug en per juni 2021 zijn de filmpjes met daarin aan het begin en eind van een reclameblok ook het logo van de Ster weer te zien.
Gewoonlijk draaiden de filmpjes om Loeki's onhandigheid of verbazing over die van een ander. Hij had nagenoeg geen tekst, maar zijn vaste kreet Asjemenou werd beroemd. In deze filmpjes speelden ook Welpie het kleine leeuwtje (alleen in de beginjaren), Piep de Muis, Roosje het leeuwinnetje, Guusje het kleine eendje en Filiep de blauwe olifant. De filmpjes werden door een team van ongeveer tien man, onder wie Cor Icke, in de Toonder Studio's gemaakt.

## Geschiedenis
Filmproducent Joop Geesink is de geestelijk vader van Loeki. Oorspronkelijk werd Loeki de Leeuw in 1952 ontworpen als mascotte voor de KLM als eerbetoon aan het Nederlands voetbalelftal. Volgens Loek Biesbrouck heeft Geesink vervolgens de pop naar hem als aanvoerder van het voetbalelftal vernoemd. Voor de naam Loeki werd volgens Geesink Studio gekozen, omdat die naam een internationale klank had (van het Engelse look/looking).
Na Joop Geesinks dood in 1984 nam zijn dochter Louise het werk over. Onder haar leiding begon in 1986 een Loeki-strip voor het kinderblad Okki.
In de loop der jaren is Loeki veranderd. Enerzijds was dit omdat de kopieën van de ca. 25 cm hoge pop van hout en stof door kleine verschillen in afwerking nooit helemaal identiek waren, anderzijds omdat de getekende Loeki in de loop der jaren was veranderd en het uiterlijk van de pop daaraan werd aangepast. Een voorbeeld daarvan is het sikje, dat in de latere versies verdween.

### Hoge kostprijs
Loeki de Leeuw verscheen eind 2004 voor het laatst in de reclameblokken. Voor Ster waren de kosten van de productie en uitzending de reden om te stoppen met de filmpjes van Loeki, waarvan ieder jaar driehonderd nieuwe werden besteld. Er zijn in totaal meer dan zevenduizend filmpjes van Loeki gemaakt. Ieder filmpje duurt slechts vier seconden en bestaat uit honderd beeldjes waarin Loeki en zijn vriendjes telkens in een iets andere positie zijn gezet. Deze techniek heet stop-motion.
Op 16 maart 2005 werd Loeki zogenaamd ontvoerd door een studentenvereniging uit Utrecht, omdat ze niet wilden dat Loeki in een stoffig archief stond weg te kwijnen. Het bleek echter om een publiciteitsstunt te gaan om aan te geven dat Loeki in attractiepark de Efteling te zien zou zijn. Van 2005 tot 2012 werd Loeki daar gebruikt als aanvulling op de attractie Carnaval Festival. Deze attractie werd in 1984 ook ontworpen door Joop Geesink. In 2012 maakte Loeki weer plaats voor Jokie, de oorspronkelijke mascotte van Carnaval Festival.
Loeki was zo verbonden met de reclame op de publieke zenders dat de prijs voor de beste reclame naar hem vernoemd is: de Gouden Loeki. De tegenhanger hiervan is de Loden Leeuw voor de irritantste reclamespot, van het programma Radar.

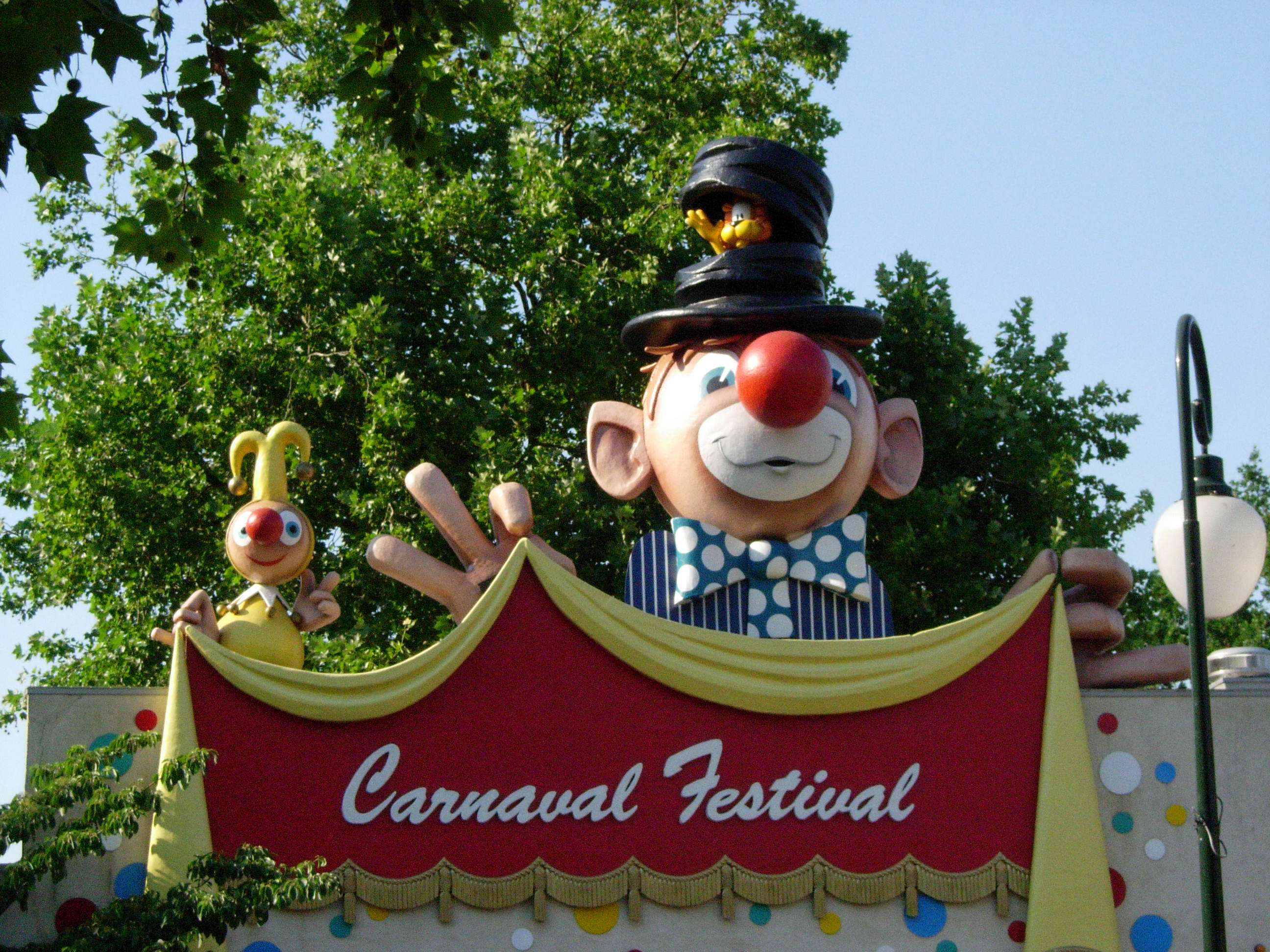
Efteling: Ingang
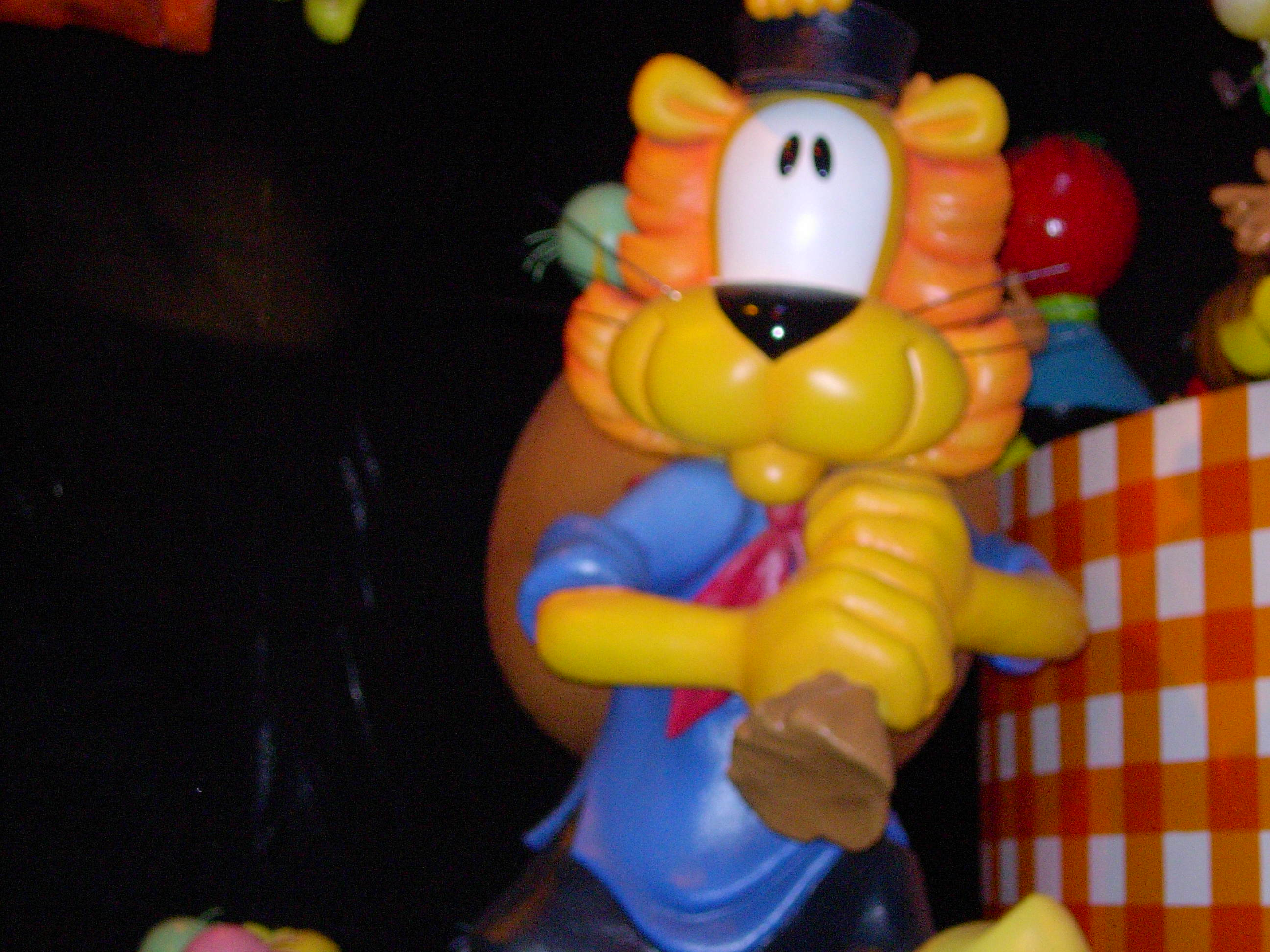
Nederland
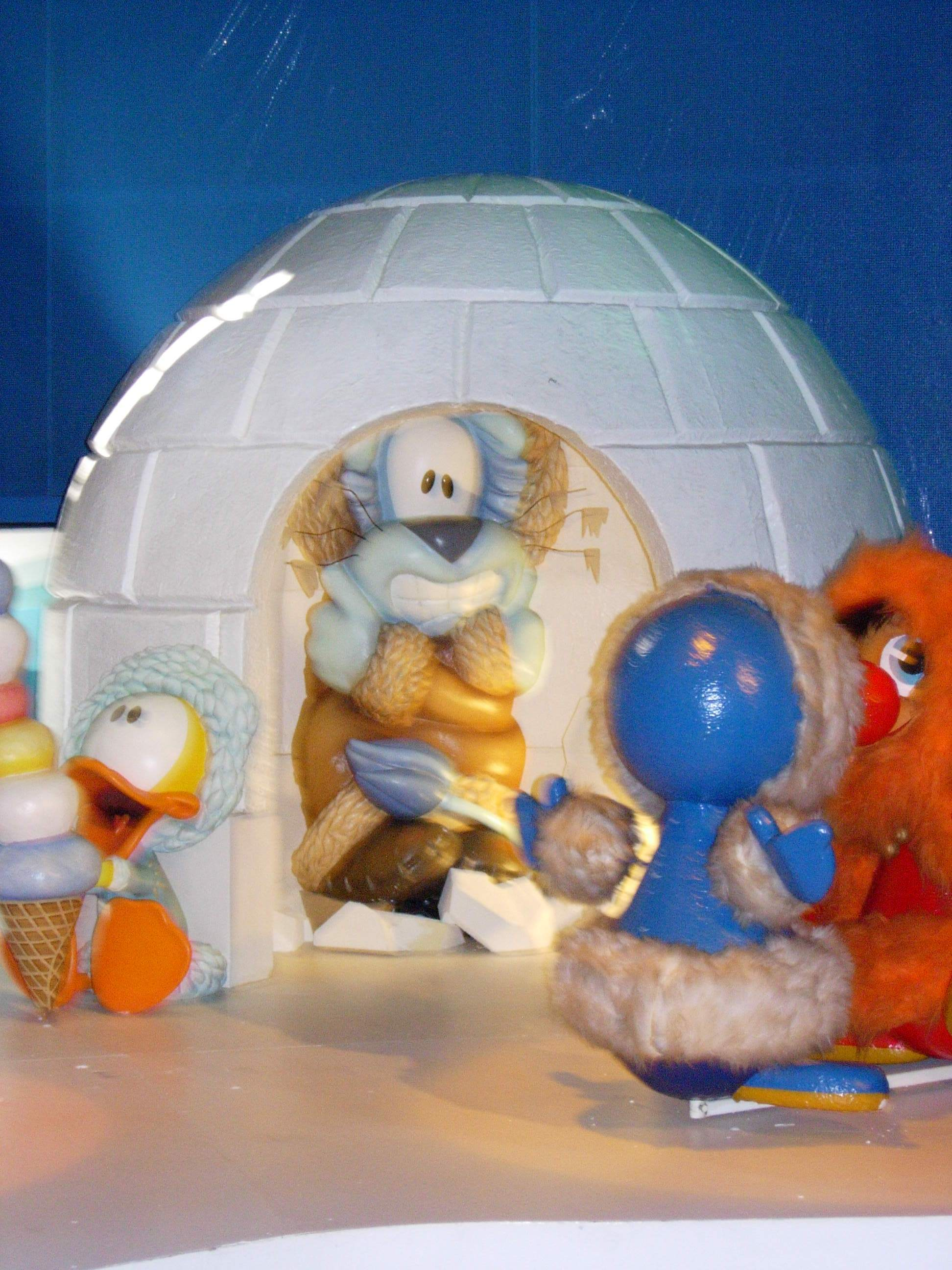
Alaska
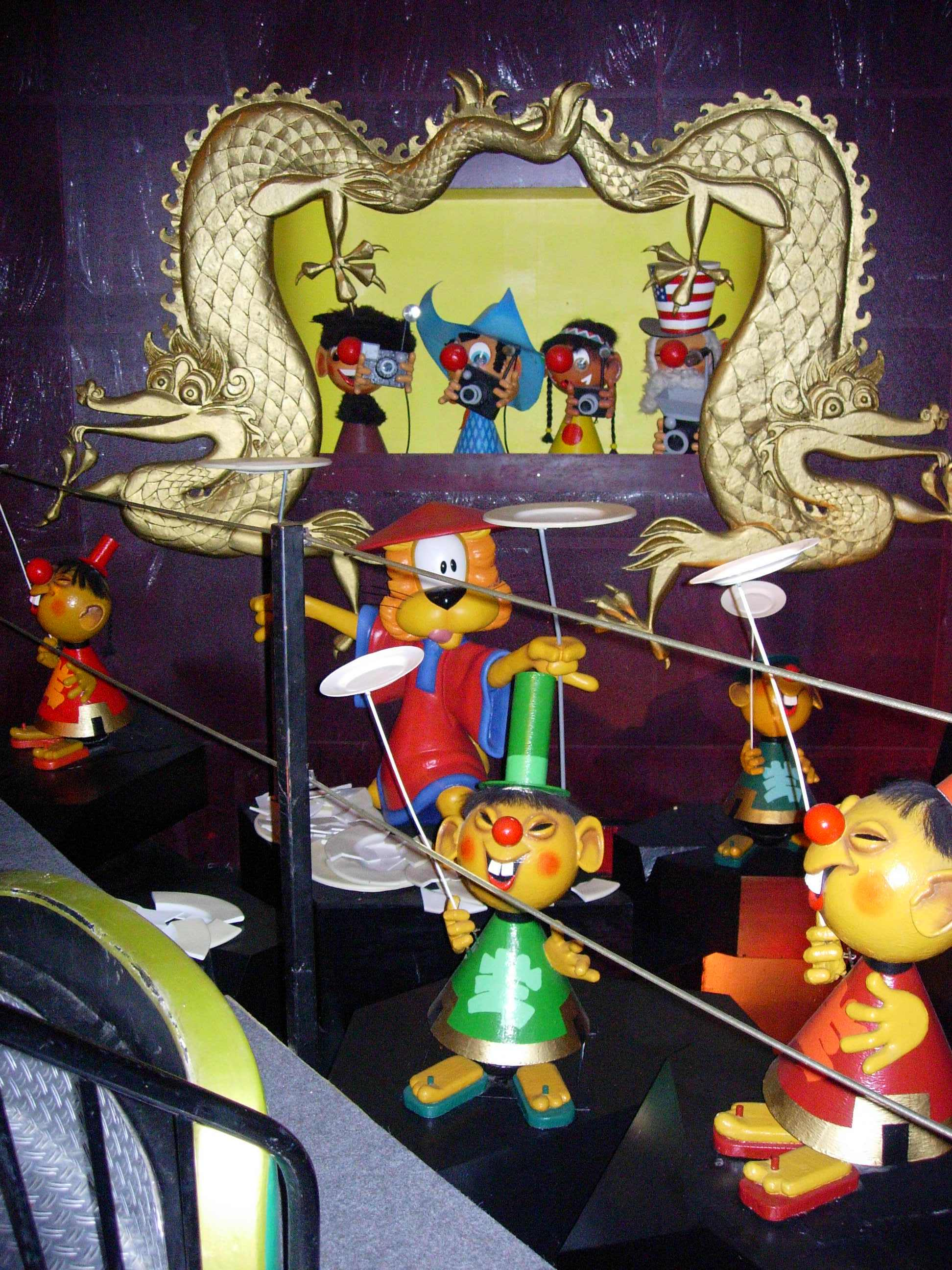
China
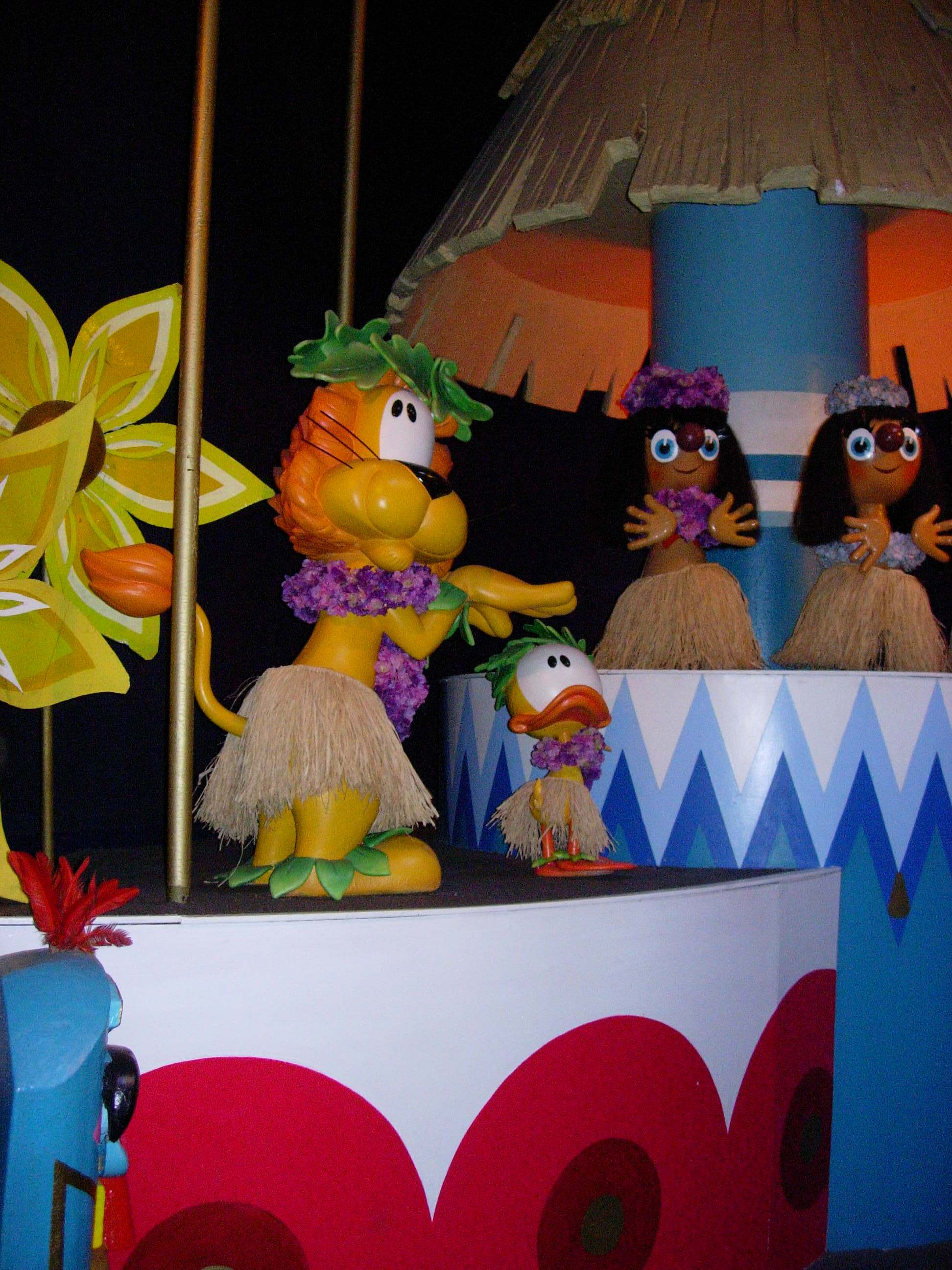
Hawaï
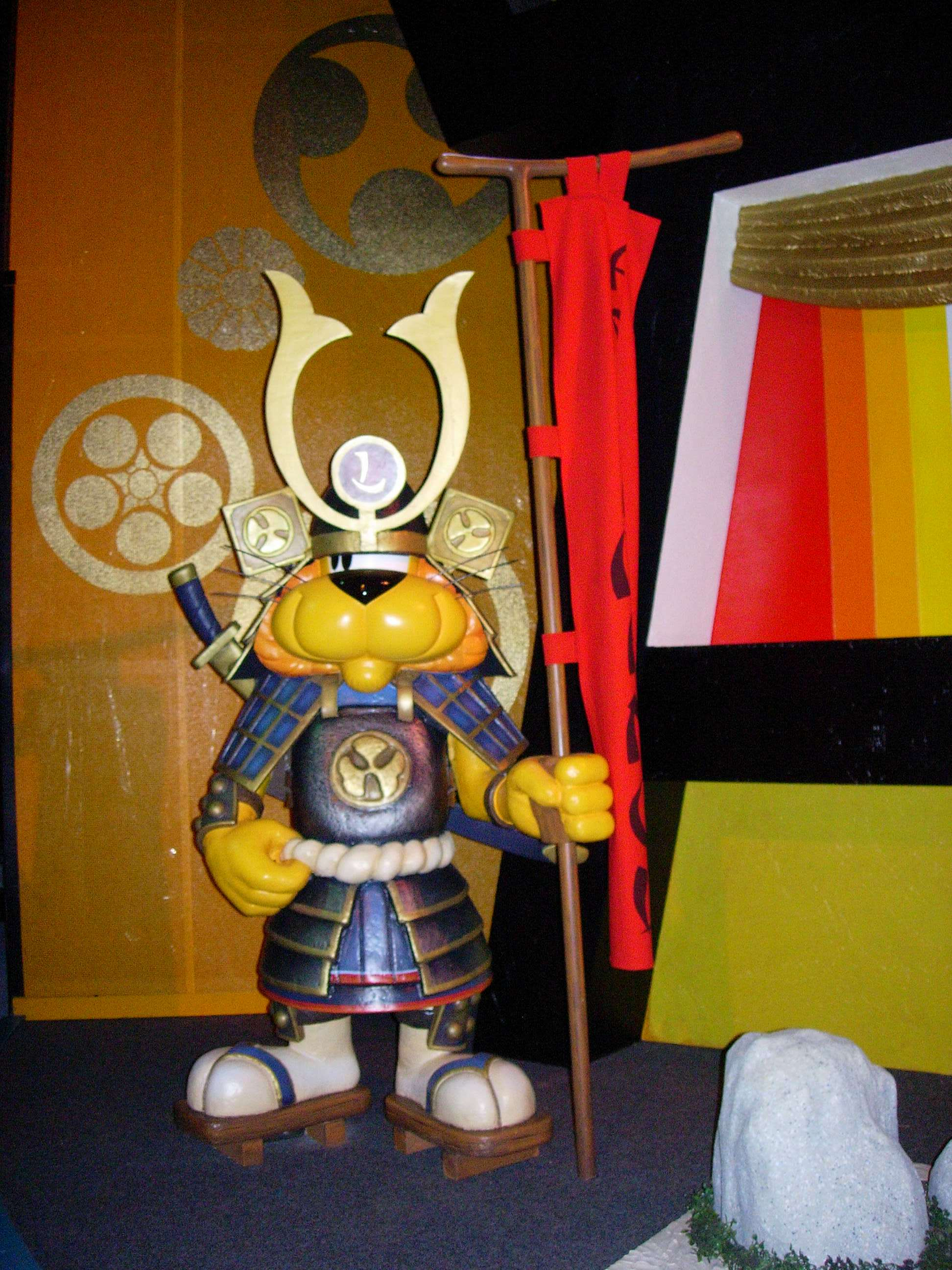
Japan
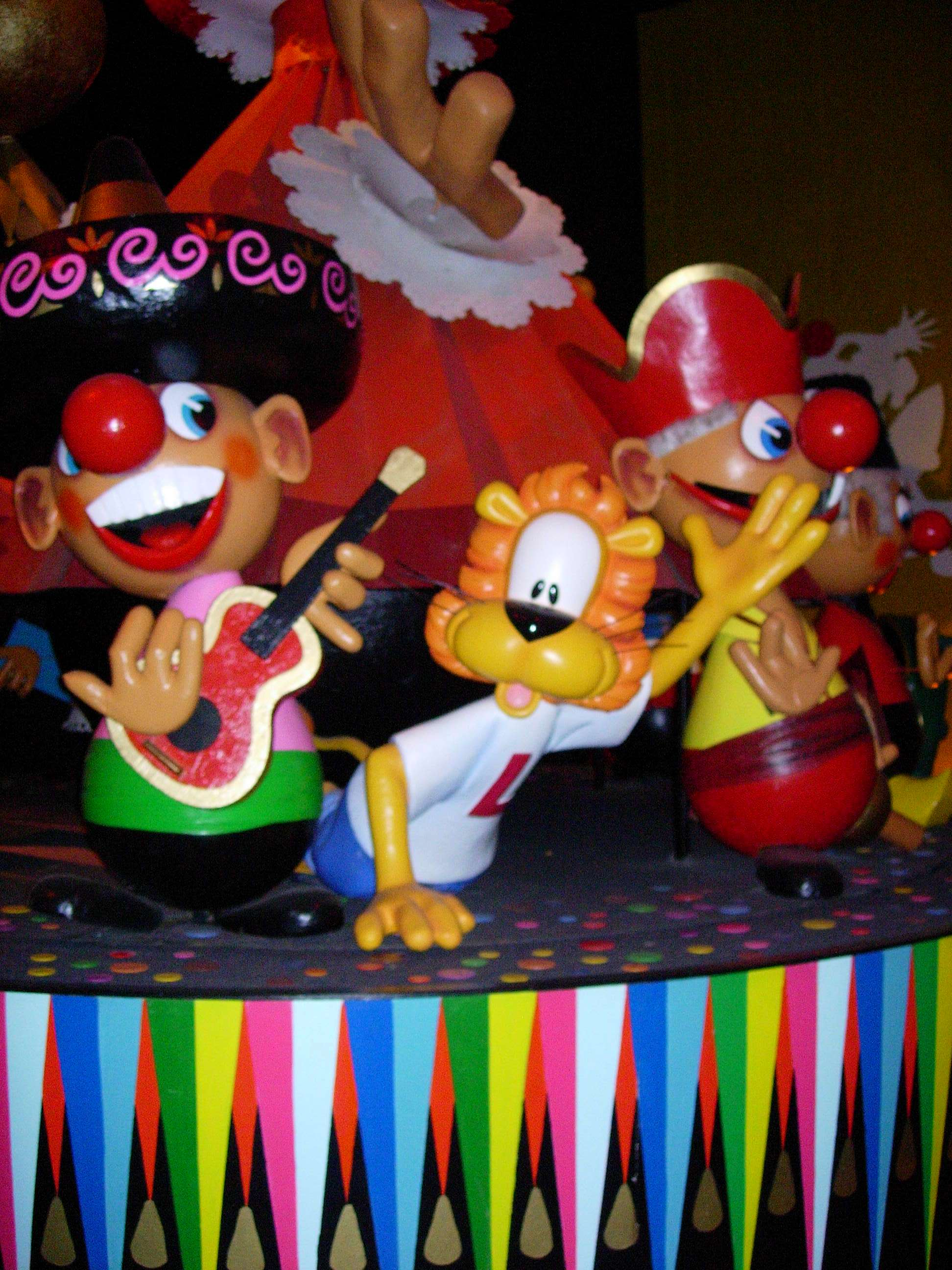
Laatste scène

### Terugkeer
In januari 2019 maakte de Ster bekend dat Loeki in ieder geval één keer terug zou keren op de televisie. Het Loeki-filmpje werd uitgezonden in het reclameblok voor het achtuurjournaal van 30 januari 2019 op NPO 1. De dochter van Joop Geesink, Louise Geesink, leidde de productie van de Loeki. Sinds juni 2021 is Loeki weer in de reguliere reclameblokken teruggekeerd.

### Gebruik in reclamecampagnes na 2004
Op 21 augustus 2005 keerde Loeki terug op de buis in reclamespotjes van Edah. Loeki was daardoor voor het eerst ook te zien op de commerciële zenders. In het filmpje wordt gebruikgemaakt van 3D-animatie.
Voor het EK voetbal van 2008 liet supermarktketen C1000 Loeki nogmaals terugkeren, deze keer door drie Loekiknuffels te verkopen in een voetbalthema. Er is op tv geen reclame gemaakt voor deze actie.
In juni 2010 keerde Loeki opnieuw terug op de Nederlandse tv-zenders, ditmaal om de promotionele activiteiten van Samsung rond het WK voetbal van 2010 te promoten. Loeki was in 3D te zien in het reclamespotje, online op Facebook en samenvoororanje.nl, als autosticker, in advertenties, maar ook levensgroot als onderdeel van de Oranje 'building wrap' op het Samsunghoofdkantoor in Delft. De diverse multimediale gedaanten van de reclameleeuw werden verzorgd door communicatiebureau Quince. In 2016 was Loeki te zien in een reclamespotje van ING.
Op 1 maart 2021 werd bekendgemaakt dat Loeki weer terug zou komen tijdens de sportzomer van 2021, tijdens het EK voetbal, de Tour de France en de Olympische Spelen. De bekendmaking werd gedaan in het NPO Radio 2-programma Jan-Willem start op, omdat deze in 2019 een petitie was gestart voor terugkeer van Loeki. Op 9 mei 2021 om 18:00 uur kwam Loeki terug op televisie ter gelegenheid van het Eurovisiesongfestival in Rotterdam.

## Loeki in Beeld en Geluid experience
Originele poppen en rekwisieten uit de Loekifilmpjes zijn sinds december 2006 in een grote vitrine tentoongesteld in de Beeld en Geluid experience. Tevens is hier een compilatie te zien bestaande uit een aantal reeksen op thema (feestdagen, sport, vervoer, etc.) en een 'making of'. Poppen, rekwisieten en filmpjes zijn tevens onderdeel geweest van de tentoonstelling 100 jaar reclame klassiekers in de Beurs van Berlage tussen 18 december 2010 en 6 maart 2011.

## Loeki in het buitenland
De Loeki-filmpjes zijn niet alleen in Nederland op televisie vertoond, maar ook in andere landen zoals Frankrijk, het Verenigd Koninkrijk, Oostenrijk, Italië en de Verenigde Staten, maar nergens zo lang als in Nederland. Ook in Japan is Loeki te vinden, namelijk als de mascotte van het themapark Huis ten Bosch, vlak bij Nagasaki.